# Памятные золотые монеты Беларуси

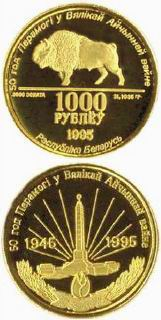
Памятная монета 1000 рублей 1995 года, «50 лет Победы в Великой Отечественной войне»

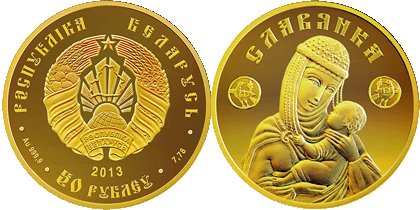
Инвестиционная монета 50 рублей 2013 года, «Славянка»

Памятные монеты из золота выпускаются Национальным банком Республики Беларусь с 1995 года, когда были выпущены монеты, посвящённые 50-летию Великой Победы советского народа в Великой Отечественной войне 1941-1945 годов. Для изготовления монет используется золото 900, 917 и 999 пробы.
В связи с отсутствием в стране собственного монетного двора, все они чеканятся за рубежом — на монетных дворах Великобритании, Польши, Литвы, Швейцарии, Германии и Нидерландов.
Выпуск монет осуществляется в рамках местных программ «Беларусь олимпийская», «Защита окружающей среды», «Белорусский балет», «Национальные парки и заповедники Беларуси», «Православные святые», «Знаки Зодиака», «Православные чудотворные иконы» и «Житие святых православной церкви». Часть памятных монет была выпущена вне рамок каких-либо серий.
Некоторые монеты инкрустированы бриллиантами диаметром до 1 мм, жемчугом и синтетическими кристаллами.
Золотые монеты выпускаются номиналом в 1, 5, 10, 20, 50, 100, 200, 1000 и 5000 рублей и являются законным средством платежа в Беларуси, однако, поскольку их рыночная стоимость значительно выше, в качестве средств платежа они не используются.

## Статистика
По состоянию на май 2018 года было выпущено 86 памятных золотых монет.
| Сводная таблица выпуска монет по годам и материалу | Сводная таблица выпуска монет по годам и материалу | Сводная таблица выпуска монет по годам и материалу | Сводная таблица выпуска монет по годам и материалу | Сводная таблица выпуска монет по годам и материалу | Сводная таблица выпуска монет по годам и материалу | Сводная таблица выпуска монет по годам и материалу | Сводная таблица выпуска монет по годам и материалу | Сводная таблица выпуска монет по годам и материалу | Сводная таблица выпуска монет по годам и материалу | Сводная таблица выпуска монет по годам и материалу | Сводная таблица выпуска монет по годам и материалу | Сводная таблица выпуска монет по годам и материалу | Сводная таблица выпуска монет по годам и материалу | Сводная таблица выпуска монет по годам и материалу | Сводная таблица выпуска монет по годам и материалу | Сводная таблица выпуска монет по годам и материалу | Сводная таблица выпуска монет по годам и материалу | Сводная таблица выпуска монет по годам и материалу |
|                                                    | 1995                                               | 1996                                               | 1997                                               | 1998                                               | 2002                                               | 2005                                               | 2006                                               | 2007                                               | 2008                                               | 2009                                               | 2010                                               | 2011                                               | 2012                                               | 2013                                               | 2014                                               | 2016                                               | 2017                                               | Всего                                              |
| -------------------------------------------------- | -------------------------------------------------- | -------------------------------------------------- | -------------------------------------------------- | -------------------------------------------------- | -------------------------------------------------- | -------------------------------------------------- | -------------------------------------------------- | -------------------------------------------------- | -------------------------------------------------- | -------------------------------------------------- | -------------------------------------------------- | -------------------------------------------------- | -------------------------------------------------- | -------------------------------------------------- | -------------------------------------------------- | -------------------------------------------------- | -------------------------------------------------- | -------------------------------------------------- |
| Золото-917                                         |                                                    | 1                                                  |                                                    |                                                    |                                                    |                                                    |                                                    |                                                    |                                                    |                                                    |                                                    |                                                    |                                                    |                                                    |                                                    |                                                    |                                                    | 1                                                  |
| Золото-900                                         |                                                    |                                                    |                                                    |                                                    |                                                    |                                                    | 6                                                  | 1                                                  | 5                                                  |                                                    | 2                                                  | 13                                                 |                                                    |                                                    |                                                    |                                                    |                                                    | 27                                                 |
| Золото-999                                         | 1                                                  | 2                                                  | 2                                                  | 1                                                  | 1                                                  | 2                                                  | 4                                                  | 4                                                  | 1                                                  | 1                                                  | 2                                                  | 1                                                  | 6                                                  | 16                                                 | 10                                                 | 1                                                  | 3                                                  | 58                                                 |
| Всего                                              | 1                                                  | 3                                                  | 2                                                  | 1                                                  | 1                                                  | 2                                                  | 10                                                 | 5                                                  | 6                                                  | 1                                                  | 4                                                  | 14                                                 | 6                                                  | 16                                                 | 10                                                 | 1                                                  | 3                                                  | 86                                                 |

## Серия «Беларусь олимпийская»
Монеты серии номиналом 50 рублей массой 7,78 г и диаметром 22 мм отчеканены из золота 999 пробы в качестве proof на Польском монетном дворе.
Аверс: герб и название государства, номинал и год выпуска, масса и проба металла.
Реверс: изображение соответствующего вида спорта, эмблема Национального олимпийского комитета РБ, национальный орнамент, надпись на бел. БЕЛАРУСЬ АЛІМПІЙСКАЯ.
Гурт рубчатый. Дизайн: А. Зименко, Д. Белицкий (монеты «Спортивная гимнастика» и «Художественная гимнастика»); они же + Т. Радивилко (монеты «Биатлон», «Хоккей», «Лёгкая атлетика»). Тираж каждой монеты — 500 штук.
| 1996 |  | Спортивная гимнастика     |      | 1997 |                 | Хоккей |
| 1996 |  | Художественная гимнастика | 1998 |      | Лёгкая атлетика |        |
| 1997 |  | Биатлон                   |      |      |                 |        |

## Серия «Защита окружающей среды»
Монеты серии номиналом 50 рублей массой 7,78 г и диаметром 25 мм отчеканены из золота 999 пробы в качестве proof, инкрустированы бриллиантами диаметром до 1 мм. Монеты чеканились: швейцарской фирмой Valcambi SA («Лисица», «Сокол-сапсан»); на Королевском монетном дворе Нидерландов («Волк», «Рысь»); фирмой Mayer Mint GmbH Germany Архивная копия от 10 июня 2017 на Wayback Machine («Белка», «Филин», «Ёж», «Зубр», «Заяц»).
Аверс: герб и название государства, номинал и год выпуска, проба металла, орнамент.
Реверс: изображение животного, его название на белорусском языке и латыни.
Гурт рубчатый. Тираж каждой монеты — до 1000 шт. («Ёж», «Заяц»), до 2000 шт. (все остальные).
Дизайн: С. Заскевич, В. Вронски («Лисица»); С. Некрасова («Сокол-сапсан», «Белка», «Ёж»); С. Заскевич («Волк», «Рысь», «Зубр»); О. Новосёлова («Филин», «Заяц»).
| 2002 |  | Лисица бел. ЛИС лат. VULPES VULPES                       |      | 2010 |                                       | Филин бел. ПУГАЧ лат. BUBO BUBO |
| 2006 |  | Сокол-сапсан бел. СОКАЛ-ПАДАРОЖНІК лат. FALCO PEREGRINUS | 2011 |      | Ёж бел. ВОЖЫК лат. ERINACEUS CONCOLOR |                                 |
| 2007 |  | Волк бел. ВОЎК лат. CANIS LUPUS                          | 2012 |      | Зубр бел. ЗУБР лат. BISON BONASUS     |                                 |
| 2008 |  | Рысь бел. РЫСЬ лат. LYNX LYNX                            | 2014 |      | Заяц бел. ЗАЯЦ лат. LEPUS EUROPAEUS   |                                 |
| 2009 |  | Белка бел. ВАВЁРКА лат. SCIURUS VULGARIS                 |      |      |                                       |                                 |

## Серия «Белорусский балет»
Монеты серии (номиналом 10 рублей массой 1,24 г и диаметром 13,92 мм; 200 рублей массой 31,1 г и диаметром 40 мм; 1000 рублей массой 155,5 г и диаметром 65 мм) отчеканены из золота 999 пробы в качестве proof на Берлинском монетном дворе (2005), фирмой Mayer Mint GmbH Germany (2006) и на Королевском монетном дворе Нидерландов (2007).
Аверс: герб и название государства, номинал и год выпуска, проба металла, орнамент.
Реверс: сцена балета, надписи на бел. Беларускi Балет и англ. Belarussian Ballet.
Гурт рубчатый. Дизайн: С. Заскевич, М. Шульце (2005), С. Заскевич (2006 и 2007). Тираж монет номиналом 10 рублей — до 25 000 шт. (2005 и 2006) или 10 000 шт. (2007), 200 рублей — до 1500 шт, 1000 рублей — до 99 шт.
| 2005 |
| 2006 |
| 2007 |

В 2013 годы были выпущены монеты номиналом 5 рублей массой 0,5 г и диаметром 11 мм, 50 рублей массой 7,78 г и диаметром 22 мм и 1000 рублей массой 155,5 г и диаметром 65 мм. Монеты отчеканены из золота 999 пробы в качестве proof на Литовском монетном дворе. Монета номиналом 50 рублей инкрустирована бриллиантом.
Аверс: герб и название государства, номинал и год выпуска, проба металла, здание Национального академического Большого театра оперы и балета.
Реверс: сцена балета, надпись на бел. Беларускі балет.
Гурт гладкий (5 рублей) или рубчатый (50 и 1000 рублей). Дизайн: С. Некрасова. Тираж монеты номиналом 5 рублей — 10 000 шт., 50 рублей — 1000 шт, 1000 рублей — 49 шт.
| 2013 |           | 5 рублей |  | 2013 |  | 1000 рублей |
| 2013 | 50 рублей |          |  |      |  |             |

## Серия «Национальные парки и заповедники Беларуси»
Монеты серии номиналом 50 рублей массой 8 г и диаметром 21 мм отчеканены из золота 900 пробы в качестве proof на Польском монетном дворе.
Аверс: герб и название государства, номинал и год выпуска, проба металла, орнамент.
Реверс: изображение животного, его название и название заповедника на белорусском языке.
Гурт рубчатый. Дизайн: С. Заскевич. Тираж каждой монеты — 3000 штук.
| 2006 |                                                                                         | Беловежская пуща. Зубр бел. БЕЛАВЕЖСКАЯ ПУШЧА. ЗУБР                                 |  | 2006 |                                                                                       | Нац. парк «Браславские озёра». Серебристая чайка бел. НАЦЫЯНАЛЬНЫ ПАРК "БРАСЛАЎСКІЯ АЗЕРЫ". ЧАЙКА-КЛЫГУН |
| 2006 |                                                                                         | Березинский биосферный заповедник. Бобр бел. БЯРЭЗІНСКІ БІЯСФЕРНЫ ЗАПАВЕДНІК. БАБЁР |  | 2006 | Нац. парк «Припятский». Серый журавль бел. НАЦЫЯНАЛЬНЫ ПАРК "ПРЫПЯЦКІ". ШЭРЫ ЖУРАВЕЛЬ | |
| 2006 | Нац. парк «Нарочанский». Лебедь-шипун бел. НАЦЫЯНАЛЬНЫ ПАРК "НАРАЧАНСКІ". ЛЕБЕДЗЬ–ШЫПУН |                                                                                     |  |      |                                                                                       | |

## Серия «Православные святые»
Монеты серии номиналом 50 рублей (2008 год, массой 8 г и диаметром 21 мм из золота 900 пробы) и 100 рублей (2013 год, массой 10 г и диаметром 21 мм из золота 999 пробы) со вставками из синтетических кристаллов зелёного и красного цвета отчеканены на Польском монетном дворе.
Аверс: герб и название государства, название серии, изображение Спасо-Преображенской церкви в Полоцке на фоне орнамента, номинал и год выпуска, проба металла, знак монетного двора.
Реверс: изображение святого на фоне орнамента и его имя на русском языке.
Гурт рубчатый. Дизайн: С. Заскевич, У. Валежак. Тираж каждой монеты номиналом 50 рублей — до 11 000 шт. в качестве bUNC и до 4000 шт. в качестве proof, монет по 100 рублей — до 7000 шт. («Евфросиния Полоцкая»), до 15 000 шт. («Серафим Саровский», «Сергий Радонежский», «Пантелеимон»), до 25 000 шт. («Николай Чудотворец») в качестве proof.
| 2008 2013 |                                | Преподобная Евфросиния Полоцкая |  | 2008 2013 |                                      | Святитель Николай Чудотворец |
| 2008 2013 |                                | Преподобный Серафим Саровский   |  | 2008 2013 | Великомученик и целитель Пантелеимон |                              |
| 2008 2013 | Преподобный Сергий Радонежский |                                 |  |           |                                      |                              |

## Серия «Знаки Зодиака»
Монеты серии номиналом 100 рублей массой 15,5 г и диаметром 30 мм отчеканены из золота 900 пробы в качестве proof на Польском монетном дворе.
Аверс: герб и название государства, номинал и год выпуска, кольцо из 12 символов знаков зодиака, стилизованное изображение Луны, Солнца и звёздного неба, графический символ и название знака зодиака на латыни и белорусском языке.
Реверс: стилизованное изображение знака зодиака на фоне орнамента.
Гурт гладкий. Дизайн: С. Заскевич. Тираж каждой монеты — до 2000 штук.
| 2011 |  | Весы лат. LIBRA бел. ШАЛІ             |  | 2011 |                                    | Овен лат. ARIES бел. АВЕН |
| 2011 |  | Скорпион лат. SCORPIO бел. СКАРПІЁН   |  | 2011 | Телец лат. TAURUS бел. ЦЯЛЕЦ       |                           |
| 2011 |  | Стрелец лат. SAGITTARIUS бел. СТРАЛЕЦ |  | 2011 | Близнецы лат. GEMINI бел. БЛІЗНЯТЫ |                           |
| 2011 |  | Козерог лат. CAPRICORN бел. КАЗЯРОГ   |  | 2011 | Рак лат. CANCER бел. РАК           |                           |
| 2011 |  | Водолей лат. AQUARIUS бел. ВАДАЛЕЙ    |  | 2011 | Лев лат. LEO бел. ЛЕЎ              |                           |
| 2011 |  | Рыбы лат. PISCES бел. РЫБЫ            |  | 2011 | Дева лат. VIRGO бел. ДЗЕВА         |                           |

## Серия «Православные чудотворные иконы»
Монеты серии номиналом 50 рублей (массой 5 г и размерами 14×23,5 мм) и 1000 рублей (массой 100 г и размерами 36×53 мм) отчеканены из золота 999 пробы в качестве proof фирмой Mayer Mint GmbH Germany.
Аверс: герб и название государства, номинал и год выпуска, орнамент, изображение памятного креста в Заславле.
Реверс: изображение иконы, орнамент.
Гурт рубчатый. Дизайн: С. Заскевич.
| 2012 |  | Икона Пресвятой Богородицы «Владимирская» Тираж: 5000 шт.   |      | 2012 |                                                            | Икона Пресвятой Богородицы «Владимирская» Тираж: 250 шт. |
| 2012 |  | Икона Пресвятой Богородицы «Борколабовская» Тираж: 4000 шт. |      | 2012 | Икона Пресвятой Богородицы «Барколабовская» Тираж: 200 шт. |                                                          |
| 2013 |  | Икона Пресвятой Богородицы «Минская» Тираж: 4000 шт.        | 2013 |      | Икона Пресвятой Богородицы «Минская» Тираж: 200 шт.        |                                                          |
| 2013 |  | Икона Пресвятой Богородицы «Смоленская» Тираж: 5000 шт.     | 2013 |      | Икона Пресвятой Богородицы «Смоленская» Тираж: 200 шт.     |                                                          |
| 2013 |  | Икона Пресвятой Богородицы «Иверская» Тираж: 5000 шт.       | 2013 |      | Икона Пресвятой Богородицы «Иверская» Тираж: 250 шт.       |                                                          |
| 2014 |  | Икона Пресвятой Богородицы «Казанская» Тираж: 3000 шт.      | 2014 |      | Икона Пресвятой Богородицы «Казанская» Тираж: 200 шт.      |                                                          |
| 2014 |  | Икона Пресвятой Богородицы «Жировицкая» Тираж: 2000 шт.     | 2014 |      | Икона Пресвятой Богородицы «Жировицкая» Тираж: 150 шт.     |                                                          |
| 2014 |  | Икона Пресвятой Богородицы «Белыничская» Тираж: 2000 шт.    | 2014 |      | Икона Пресвятой Богородицы «Белыничская» Тираж: 100 шт.    |                                                          |
| 2014 |  | Икона Пресвятой Богородицы «Знамение» Тираж: 4000 шт.       | 2014 |      | Икона Пресвятой Богородицы «Знамение» Тираж: 200 шт.       |                                                          |

## Серия «Житие святых православной церкви»
Монеты серии номиналом 5000 рублей массой 500 г и диаметром 80,25 мм отчеканены из золота 999 пробы в качестве proof на Литовском монетном дворе. Монета «Сергий Радонежский» инкрустирована жемчугом.
Аверс: герб и название государства, номинал и год выпуска, проба металла, сцены из жития.
Реверс: изображение святого, его имя и орнамент.
Гурт прерывисто-рубчатый с номером. Дизайн: Э. Кургинян. Тираж каждой монеты — 77 штук.
| 2013 |  | Святитель Николай Мир Ликийских Чудотворец |  | 2014 |  | Преподобный Сергий игумен Радонежский |

## Монеты вне серий
| 1995 | | 50 лет Победы в Великой Отечественной войне               |
| 1995 | Аверс: рельефное изображение зубра, надпись на бел. 50 ГОД ПЕРАМОГI Ў ВЯЛIКАЙ АЙЧЫННАЙ ВАЙНЕ, номинал, год чеканки и название государства. Реверс: рельефное изображение обелиска Победы, слева от него дата "1945", справа - "1995", надпись "50 год Перамогi ў Вялiкай Айчыннай вайне". Гурт рубчатый. Отчеканена на Liberty Mint, Inc., США. Номинал: 1000 рублей. Материал: золото-999. Качество: proof. Масса: 31,1 г. Диаметр: 32,6 мм. Тираж: 1000 шт.                        |                                                           |
| 1996 | | 50-летие ООН                                              |
| 1996 | Аверс: герб и название государства, масса и проба металла, год выпуска. Реверс: логотип юбилея на фоне карты Беларуси и парящего аиста, надпись на бел. НАЦЫI, АБ'ЯДНАНЫЯ ЗА МІР 1945-1995, национальный орнамент, номинал, окантовка из точек. Гурт рубчатый. Дизайн: А. Зименко, Д. Белицкий. Отчеканена на Королевском монетном дворе Великобритании. Номинал: 1 рубль. Материал: золото-917. Качество: proof. Масса: 8,71 г. Диаметр: 22,05 мм. Тираж: 5000 шт.                  |                                                           |
| 2006 | | Республиканский горнолыжный центр «Силичи»                |
| 2006 | Аверс: герб и название государства, масса и проба металла, номинал, год выпуска, фигура лыжника и название центра на бел. СІЛІЧЫ. Реверс: панорама центра, надпись на бел. РЭСПУБЛІКАНСКІ ГАРНАЛЫЖНЫ ЦЭНТР. Гурт рубчатый. Дизайн: С. Некрасова. Отчеканена на Польском монетном дворе. Номинал: 200 рублей. Материал: золото-900. Качество: proof. Масса: 31,1 г. Диаметр: 38,61 мм. Тираж: 2000 шт.                                                                                |                                                           |
| 2007 | | 15 лет дипломатическим отношеням между Беларусью и Китаем |
| 2007 | Аверс: герб и название государства, проба металла, номинал, год выпуска. Реверс: две арки с ландшафтами и названиями государств на кит. 白俄罗斯 и кит. 中国, надпись на бел. БЕЛАРУСЬ – КІТАЙ 15 ГОД ДЫПЛАМАТЫЧНЫХ АДНОСІН. Гурт рубчатый. Дизайн: О. Новосёлова. Отчеканена на Польском монетном дворе. Номинал: 100 рублей. Материал: золото-900. Качество: proof. Масса: 17,28 г. Диаметр: 32 мм. Тираж: 1000 шт.                                                                |                                                           |
| 2010 | | 600-летие Грюнвальдской битвы                             |
| 2010 | Аверс: герб и название государства, два меча в обрамлении дубового венка, проба металла, номинал, год выпуска. Реверс: чаша с дубовым венком, изображение креста, надпись на бел. ГРУНВАЛЬДСКАЯ БІТВА 600 ГОД. Гурт рубчатый. Дизайн: В. Лукашик, А. Яцук, С. Заскевич. Отчеканена на Литовском монетном дворе. Номинал: 20 рублей. Материал: золото-900. Качество: proof. Масса: 5,76 г. Диаметр: 19,8 мм. Тираж: 500 шт.                                                           |                                                           |
| 2010 | | 600-летие Грюнвальдской битвы                             |
| 2010 | Аверс: герб и название государства, стилизованный меч в виде человека на фоне потрескавшейся земли, проба металла, номинал, год выпуска. Реверс: стилизованная под отпечаток пальца надпись на бел. ГРУНВАЛЬДСКАЯ БІТВА 15.07.1410. Гурт рубчатый. Дизайн: О. Новосёлова. Отчеканена на Литовском монетном дворе. Номинал: 50 рублей. Материал: золото-900. Качество: proof. Масса: 8,64 г. Диаметр: 22 мм. Тираж: 500 шт.                                                           |                                                           |
| 2010 | | Славянка                                                  |
| 2010 | Аверс: герб и название государства, стилизованное изображение древа жизни, проба металла, номинал, год выпуска. Реверс: молодая славянская женщина с ребёнком, райские птицы, надпись на бел. СЛАВЯНКА. Гурт рубчатый. Дизайн: С. Некрасова. Отчеканена на Литовском монетном дворе. Номинал: 50 рублей. Материал: золото-999. Качество: proof. Масса: 7,78 г. Диаметр: 22 мм. Тираж: 2500 шт.                                                                                       |                                                           |
| 2011 | | Михаил Клеофас Огинский                                   |
| 2011 | Аверс: герб и название государства, проба металла, номинал, год выпуска, знак монетного двора, окантовка из точек. Реверс: портрет М. Огинского и его подпись. Гурт гладкий. Дизайн: П. Гороль. Отчеканена на Польском монетном дворе. Номинал: 10 рублей. Материал: золото-900. Качество: proof. Масса: 1 г. Диаметр: 12 мм. Тираж: 2000 шт. |                                                           |
| 2012 | | XXII зимние Олимпийские игры. Лыжные гонки                |
| 2012 | Аверс: герб и название государства, проба металла, номинал, год выпуска, орнамент. Реверс: пара лыжников во время соревнований, надпись на бел. АЛІМПІЙСКІЯ ГУЛЬНІ 2014 ЛЫЖНЫЯ ГОНКІ. Гурт рубчатый. Дизайн: М. Шульце. Отчеканена фирмой Mayer Mint GmbH Germany. Номинал: 20 рублей. Материал: золото-999. Качество: proof. Масса: 3,11 г. Диаметр: 16 мм. Тираж: 1500 шт. |                                                           |
| 2013 | | 90 лет ОАО «БПС-Сбербанк»                                 |
| 2013 | Аверс: герб и название государства, проба металла, номинал, год выпуска, геометрический орнамент. Реверс: цветущее древо жизни, логотип банка, надпись на бел. БПС-СБЕРБАНК 90 ГАДОЎ. Гурт рубчатый. Дизайн: С. Некрасова. Отчеканена на Польском монетном дворе. Номинал: 50 рублей. Материал: золото-999. Качество: proof. Масса: 7,78 г. Диаметр: 21 мм. Тираж: 500 шт. |                                                           |
| 2013 | | Славянка                                                  |
| 2013 | Аверс: герб и название государства, проба металла, номинал, год выпуска. Реверс: молодая славянская женщина с ребёнком, райские птицы, надпись на бел. СЛАВЯНКА. Гурт рубчатый. Дизайн: С. Некрасова. Отчеканена на Литовском монетном дворе. Номинал: 50 рублей. Материал: золото-999. Качество: proof. Масса: 7,78 г. Диаметр: 22 мм. Тираж: 100000 шт. |                                                           |
| 2016 | | Чемпионат мира по биатлону 2016                           |
| 2016 | Аверс: герб и название государства, проба металла, номинал, год выпуска. Реверс: прицеливающаяся биатлонистка, надпись на англ. OSLO 2016 WORLD CHAMPIONSHIP BIATHLON. Гурт рубчатый. Дизайн: С. Некрасова. Отчеканена на Литовском монетном дворе. Номинал: 20 рублей. Материал: золото-999. Качество: proof. Масса: 3,31 г. Диаметр: 16,25 мм. Тираж: 500 шт. |                                                           |
| 2017 | | 100 лет белорусской милиции                               |
| 2017 | Аверс: эмблема белорусской милиции, герб и название государства, проба металла, номинал, год выпуска. Реверс: изображение трёх мужчин в милицейской форме разных временных периодов, надпись на бел. БЕЛАРУСКАЯ МIЛІЦЫЯ 100 ГОД ★ СЛУЖЫМ ЗАКОНУ • НАРОДУ • АЙЧЫНЕ ★. Гурт рубчатый. Дизайн: И. Шуневич, Ю. Гуляко, О. Новосёлова. Отчеканена на Польском монетном дворе. Номинал: 50 рублей. Материал: золото-999. Качество: proof. Масса: 7,78 г. Диаметр: 25 мм. Тираж: 300 шт.    |                                                           |
| 2017 | | Чемпионат мира по лыжным видам спорта 2017                |
| 2017 | Аверс: стилизованное изображение лыжных трамплинов на фоне национального орнамента, герб и название государства, проба металла, номинал, год выпуска. Реверс: фигуры лыжников, логотип Международной федерации лыжного спорта, надпись на англ. NORDIC WORLD SKI CHAMPIONSHIPS • LAHTI 2017 •. Гурт рубчатый. Дизайн: С. Некрасова. Отчеканена на Литовском монетном дворе. Номинал: 20 рублей. Материал: золото-999. Качество: proof. Масса: 3,11 г. Диаметр: 18 мм. Тираж: 550 шт. |                                                           |
| 2017 | | Чемпионат мира по лыжным видам спорта 2017                |
| 2017 | Аверс: стилизованное изображение лыжных трамплинов на фоне национального орнамента, герб и название государства, проба металла, номинал, год выпуска. Реверс: фигуры лыжников, логотип Международной федерации лыжного спорта, надпись на англ. NORDIC WORLD SKI CHAMPIONSHIPS • LAHTI 2017 •. Гурт рубчатый. Дизайн: С. Некрасова. Отчеканена на Литовском монетном дворе. Номинал: 50 рублей. Материал: золото-999. Качество: proof. Масса: 7,78 г. Диаметр: 25 мм. Тираж: 350 шт. |                                                           |